# Thysville (paquebot)
Le MS Thysville est un paquebot construit en 1922 par la SA Cockerill Yards à Hoboken pour le compte de la Compagnie maritime belge. Il a reçu le nom d'une ville de l'ex-Congo belge, elle-même baptisée en l'honneur d'Albert Thys, officier et promoteur belge de la ligne de chemin de fer Matadi-Léopoldville.

## Caractéristiques
Il s'agit d'un paquebot mixte de 8 300 tonneaux.

## Carrière
Dans l'entre-deux-guerres, le Thysville est affecté, avec trois autres navires (Anversville, Élisabethville et Stanleyville II) au service régulier de la ligne d'Anvers à Matadi.
Durant la Seconde Guerre mondiale, le navire effectue pour le compte des Alliés des transports de marchandises et de personnes entre l'Europe et le Cameroun, le Nigeria, la Sierra Leone, etc. Dans ce cadre, il transporte plusieurs Français libres dont Pierre Simonet, Compagnon de la Libération.

## Bande dessinée
Dans la première édition de la bande dessinée Tintin au Congo d'Hergé, publiée en 1931, Tintin embarque à Anvers à bord du Thysville en direction de Matadi,.

## Passagers célèbres
- Émile Janssens (dernier commandant belge de la Force publique) ;
- Pierre Ryckmans (1891-1959), haut fonctionnaire belge, gouverneur général du Congo belge et du Ruanda-Urundi ;
- Pierre Simonet.